# Онгюэне, Жером
Жеро́м Жунио́р Онгюэне́ (фр. Jérôme Junior Onguéné; род. 22 декабря 1997[…], Мбальмайо, Центральный регион) — камерунский и французский футболист, защитник. Выступал за сборную Камеруна.

## Клубная карьера
Жером родился в Камеруне и в детстве вместе с родителями переехал во Францию. Является воспитанником клуба «Сошо». С 2014 года — игрок второй команды, за которую дебютировал 5 января в поединке против «Сарре Юнион». С того же года привлекался к основной команде, но в сезоне 2013/14 дебютировать не удалось.
В сезоне 2014/15 — основной защитник второй команды, провёл 19 матчей, все начинал в стартовом составе. В конце сезона окончательно был переведён в основной состав «Сошо». 1 мая 2015 года дебютировал в лиге 2 в поединке против «Ньора», выйдя на замену на 53-й минуте вместо Лионеля Зума.
В сезоне 2015/16 стал твёрдым игроком основы, сыграл в 32 играх, все начинал в стартовом составе.
31 января 2017 года Онгюэне перешёл в немецкий «Штутгарт», который летом того же года отдал игрока в аренду в «Ред Булл Зальцбург».
Через год, 15 июня 2018 года, «Ред Булл» выкупил игрока за два миллиона евро и подписал с ним 4-летний контракт.
15 января 2021 года до конца сезона был отдан в аренду в итальянский клуб «Дженоа».

## Карьера в сборной
Играл за юношескую сборную Францию различных возрастов. Чемпион Европы 2016 года среди юношей до 19 лет. На турнире провёл четыре игры.

## Достижения
- Победитель чемпионата Европы (до 19 лет): 2016